# Creed (Kornwalia)
Creed (korn.: Krid) – wieś w Anglii, w Kornwalii. Leży 49 km na wschód od miasta Penzance i 362 km na zachód od Londynu.